# Solenocera spinajugo
Solenocera spinajugo is een tienpotigensoort uit de familie van de Solenoceridae. De wetenschappelijke naam van de soort is voor het eerst geldig gepubliceerd in 1961 door Hall.